# Incidente de Đorđe Martinović
Đorđe Martinović (também escrito Djordje Martinovic; em sérvio:  Ђорђе Мартиновић; 1929 - 6 de setembro de 2000) foi um agricultor sérvio de Kosovo que estava no centro de um incidente notório em maio de 1985, quando ele foi tratado para lesões causadas pela inserção de uma garrafa no seu ânus. O caso Martinović, como ficou conhecido, tornou-se numa cause célèbre nas política iugoslava. Embora os factos do incidente continuem disputados, o caso teve um papel em piorar as tensões étnicas entre a população sérvia e os albanesa de Kosovo.

## O incidente
A 1 de maio de 1985, Đorđe Martinović, um residente de 56 anos da cidade de Gnjilane, chegou ao hospital local com um garrafa partida no seu reto. Ele alegou que tinha sido atacado por dois homens albaneses enquanto ele estava a trabalhar no campo. Depois de ser interrogado por um coronel do Exército Popular Iugoslavo, Martinović alegadamente admitiu que as suas lesões tinham autoinfligidas numa tentativa falhada de masturbação. Os investigadores públicos relataram que "o promotor fez uma conclusão escrita da qual parece que o lesado realizou um ato de 'autossatisfação' no seu campo, [que ele] pôs uma garrafa de cerveja num pau de madeira e pô-lo no chão. Depois sentou-se 'na garrafa e aproveitou'." Os líderes comunitários em Gjilan subsequentemente publicou uma declaração descrevendo as suas lesões como as "consequências acidentais de uma prática autoinfligida [sexual]".
Ele foi transportado para Belgrado para mais investigações na prestigiosa Academia Médica Militar, mas uma equipa médica relatou que as suas lesões não eram consistentes com uma lesão autoinfligida. A equipa, que incluía dois médicos de Belgrado e um de Liubliana, Zagreb, e Escópia (assim representando quatro das seis repúblicas da Iugoslávia), concluiu que as lesões tinham sido causadas "por uma inserção ou bloqueio forte, brutal e repentina de uma garrafa de 500 ml., ou melhor, o seu fim mais largo, no  reto" e que era provavelmente fisicamente impossível para Martinović ter feito isso. A equipa argumentou que a inserção "podia ter sido feita por pelo menos dois ou mais indivíduos".
Uma segunda opinião foi procurada e fornecida um mês mais tarde por uma comissão sob o doutor forense esloveno Janez Milčinski. A equipa Milčinski concluiu que Martinović podia ter inserido a garrafa ao posicionara-la num pau, que tinha empurrado para a terra, mas que tinha escorregado durante a masturbação e partiu a garrafa no seu reto sob a força do seu corpo. A polícia secreta Iugoslava e inteligência militar alegadamente concluiu disto que as lesões de Martinović eram muito provavelmente autoinfligidas.
No fim, as autoridades federais iugoslavas e sérvias não deram seguimento ao caso, até depois da Sérvia revogar o autogoverno de Kosovo em 1989, e nenhuma tentativa séria parece ter sido feita para encontrar os alegados atacantes de Martinović.

## Reações
O caso foi recebido com uma enchente de declarações nacionalistas e anti albaneses na imprensa sérvia. Isto foi, em si, um desenvolvimento significante. O governo iugoslavo fez à muitos anos nacionalismo aberto um assunto tabu, e os meios de comunicação iugoslavos tinham anteriormente sistematicamente minimizado o etnonacionalismo. O colapso deste tabu na cobertura do caso Martinović anunciou o crescimento do nacionalismo que iria liderar o colapso do país em 1991.
O jornal sérvio Politika afirmou que os indivíduos que tinham alegadamente atacado Martinović eram membros de uma família albanesa local que queria comprar terra que Martinović se recusava a vender. A alegação teve considerável repercussão na política sérvia; êxodo constante dos sérvios de Kosovo foi visto como sendo o resultado da perseguição deliberada de sérvios por albaneses procurando tira-los das suas terras e apreender a sua propriedade.

Muitas analogias foram feitas com os turcos otomanos, que lideraram a Sérvia até 1833 (e Kosovo até 1912). O incidente foi largamente comparado com o uso otomano de empalamento como um meio de tortura e execução. Esta ligação foi explicitamente feita em poesia a comemorar o incidente, que invocou temas "otomanos"; por exemplo:
Com uma garrafa partida

Numa estaca

Como se através

de um carneiro

mas vivo,

eles passaram através de Đorđe Martinović

Como se com os seus primeiros e pesados passos para

um campo futuro que pisaram ...

Quando sem ópio e dor

Đorđe Martinović apareceu

Como se de um passado longo

Tempos turcos

Ele acordou numa estaca.
Algumas comparações receberam mais impacto pela natureza lendária do empalamento como um dos castigos mais assustadores infligidos pelos otomanos, e o papel que o empalamento como uma metáfora para opressão otomana teve na cultura sérvia.
Outros compararam o incidente a outros episódios históricos de perseguição de sérvios e Cristãos, elevando Martinović a "um arquétipo de sérvio a sofrer e albanês (Muçulmano, Otomano...) mau". O escritor Branislav Crnčević declarou que a experiência de Martinović era "Jasenovac para um homem" (referindo-se ao Campo de concentração de Jasenovac, onde centenas de milhares de sérvios foram massacrados durante a II Guerra Mundial). O pintor Mića Popović criou uma pintura grande baseada n' O martírio de São Filipe de José de Ribera, apresentando albaneses com solidéu elevando Martinović numa cruz de madeira. Um dos albaneses é representado a segurar uma garrafa de vidro.
Uma petição assinada por intelectuais sérvios afirmava que "o caso de Đorđe Martinović tornou-se da nação sérvia inteira em Kosovo". Três anos mais tarde, um grupo de mulher sérvias marcharam no parlamento sérvio para fazer lobby para a remoção da autonomia de Kosovo, declarando que "não podemos mais ficar a ver ... os nossos irmãos são empalados numa estaca afiada".
A causa de Martinović foi adotada pela Associação de Escritores da Sérvia, que encontrou a sua assembleia de 16 de junho de 1985 dominada pela discussão do caso Martinović. O crítico literário Zoran Gluščević comparou a situação da minoria sérvia em Kosovo às "experiências fascistas mais assustadoras da Segunda Guerra Mundial". Relembrando o Caso Dreyfus na França e o papel dos escritores como Émile Zola no caso, Gluščević pediu à associação para agir na defesa de Martinović. A sua moção foi passada esmagadoramente e a associação adotou uma carta aberta que exigiu que o parlamento sérvio estabelecesse um comité para investigar o caso Martinović. O escritor sérvio Dobrica Ćosić estabeleceu (como ele disse) "cooperação intensiva" com grupos sérvios em Kosovo e ajudou Martinović a contratar um advogado e trouxe acusações contra oficiais que, foi afirmado, forçaram Martinović a assinar uma confissão falsa. Ele também escreveu em nome de Martinović para o Presidente sérvio, Ivan Stambolić, e o Ministério Federal de Defesa.
O caso Martinović foi considerado por alguns ideólogos nacionalistas sérvios, intelectuais e políticos como um símbolo de uma suposta propensão Muçulmana de sodomia. Um psiquiatra influente e ativista nacionalista sérvio, Jovan Rašković, argumentou que "Muçulmanos [são] fixados na fase anal do seu desenvolvimento psicossocial e [são] caracterizados por agressividade geral e uma obsessão com precisão e limpeza". Foi visto por muitos sérvios como um exemplo de como os albaneses estavam (na sua opinião) a maltratar sérvios enquanto o governo de Kosovo liderado por albaneses "olhava para o lado".
Pela sua parte, muitos dos albaneses de Kosovo eram da opinião de que (como indicado na confissão inicial de Martinović) ele tinha acidentalmente infligido a lesão em si mesmo e tentou cobri-la culpando-a nos albaneses, permitindo aos nacionalistas sérvios explora-la para provocar sentimentos anti albaneses. Outros reconheceram que as provas não eram claras, mas opuseram-se à maneira de como o caso tinha sido usado para simbolizar a relação sérvia-albanesa.
A opinião prevalente na Eslovénia e Croácia era de que a desconfiança do nacionalismo sérvio e a do caso Martinović eram meramente um pretexto para forçar uma mudança na Constituição Iugoslava para dar à Sérvia controlo total das suas duas províncias autónomas.